# 丹妮埃拉·西卡雷莉
丹妮埃拉·西卡雷莉（Daniela Cicarelli Lemos，1978年11月6日—）是一位巴西時裝模特兒與巴西MTV電視台主持人。足球明星羅納度的前女友，兩人維持了86天的婚姻，於2005年5月12日宣布分手。曾於2006年9月發生性愛影片事件。

## 外部連結
- News article on the 'Spanish Beach Scandal' including screenshot（页面存档备份，存于）